# Уайтстаун (Индиана)
Уайтстаун (англ. Whitestown) — город в округе Бун в штате Индиана в Соединённых Штатах Америки.
В первой четверти XX века город стал самым быстрорастущим населённым пунктом в штате; согласно данным переписи населения США 2020 года число жителей города составляло 10 187 человек, что более чем втрое больше, чем было во время предыдущей переписи проводившейся в 2010 году (2867 человек).

## История
Уайтстаун был заложен в 1851 году, когда железная дорога была продлена до этих мест. Своё название поселение получило в честь Альберта Смита Уайта (1803—1864), сенатора США от штата Индиана и ведущего аболициониста. Первое отделение Почтовой службы США было открыто в Уайтстауне в 1853 году.
В 1947 году Уайтстаун официально получил статус города.
С 2010 года по настоящее время Уайтстаун является самым быстрорастущим муниципалитетом в Индиане, увеличив население более чем вдтрое в период с 2010 по 2020 год.

## География
Уайтстаун расположен недалеко от межштатной автомагистрали I-65, примерно в 22 милях (35 километрах) к северо-западу от центра города Индианаполис и примерно в 7 милях (11 км) от его северной границы.
Согласно данным Бюро переписи населения США, общая площадь города составляет 10,46 квадратных миль (27,1 км2); вся эта территория представляет собой сушу.